# Toblacher See
Toblacher See (italsky Lago di Dobbiaco) je malé, původně členité alpské jezero nalézající se v údolí Höhlensteintal v nadmořské výšce 1259 m asi 2 km jižně od městečka Toblach v Jižním Tyrolsku. Jezerem protéká řeka Rienz. Jezero má obvod asi 4,5 kilometru a jeho objem se odhaduje na 286 000 metrů krychlových. Nachází se v přírodním parku Fanes-Sennes-Prags a je chráněno jako přírodní památka.
Jezero vzniklo v důsledku četných sesuvů půdy, které se utrhly z hor na západním břehu jezera.
V letech 1983–1987 byly provedeny práce na revitalizaci jezera, především odstranění sedimentů, a to hlavně v jižní části jezera. V rámci trvalé údržby jezera se prořezává vegetace a odstraňuje naplavená vegetace.
V teplém období je možné se po jezeře projet na loďce nebo šlapadle. V chladném období, kdy je jezero zcela zamrzlé, se můžete věnovat curlingu nebo bruslení. V blízkosti jezera se nachází kemp a několik restaurací.

## Naučná stezka
Na jaře 2000 byla kolem jezera vybudována naučná stezka. Na stezce, která vede podél břehu jezera, je umístěno jedenáct různých informačních tabulí o přírodě v okolí jezera. Tabule poskytují podrobné informace o flóře, fauně a geomorfologii oblasti v blízkosti jezera. Doba chůze po naučné stezce je přibližně dvě hodiny.

## Pozoruhodnosti
Kolem jezera se nachází pět italských bunkrů postavených v roce 1939 na příkaz Benita Mussoliniho k ochraně italských hranic. Tyto stavby jsou součástí Alpského valu v Jižním Tyrolsku, přesněji řečeno bariéry Höhlensteintal Nord.

## Galerie

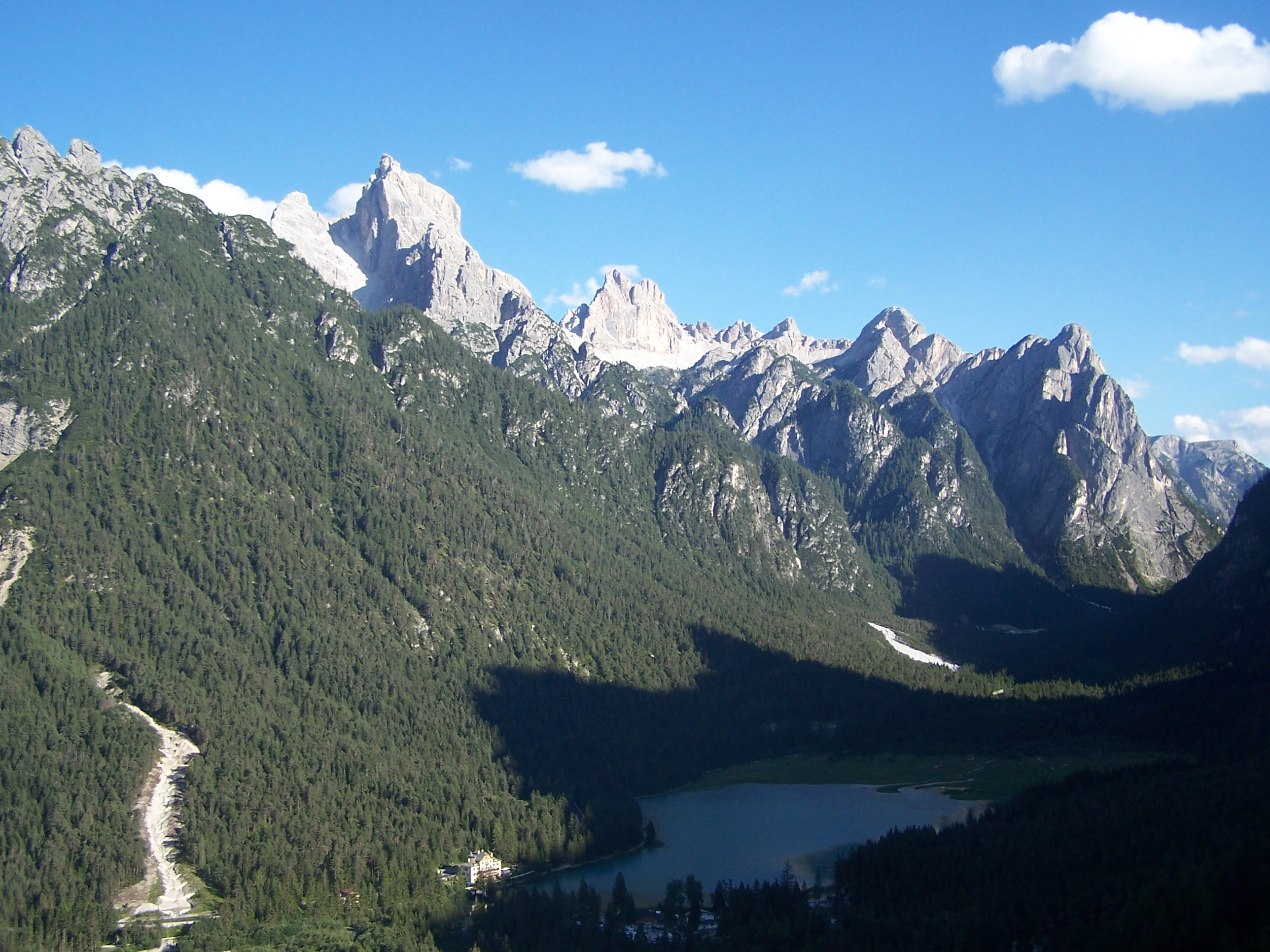
Pohled na jezero shora
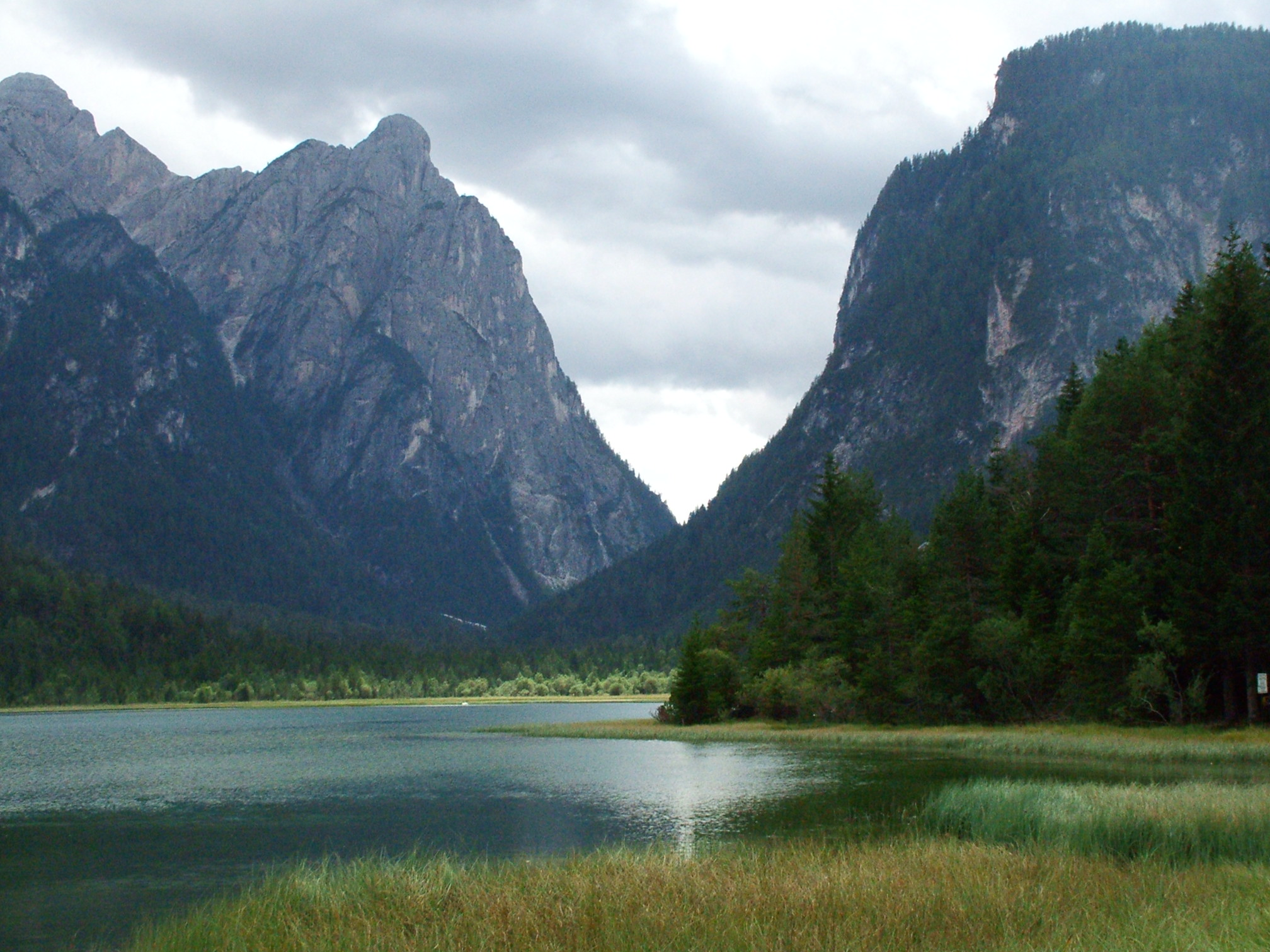
Pohled z jižního břehu
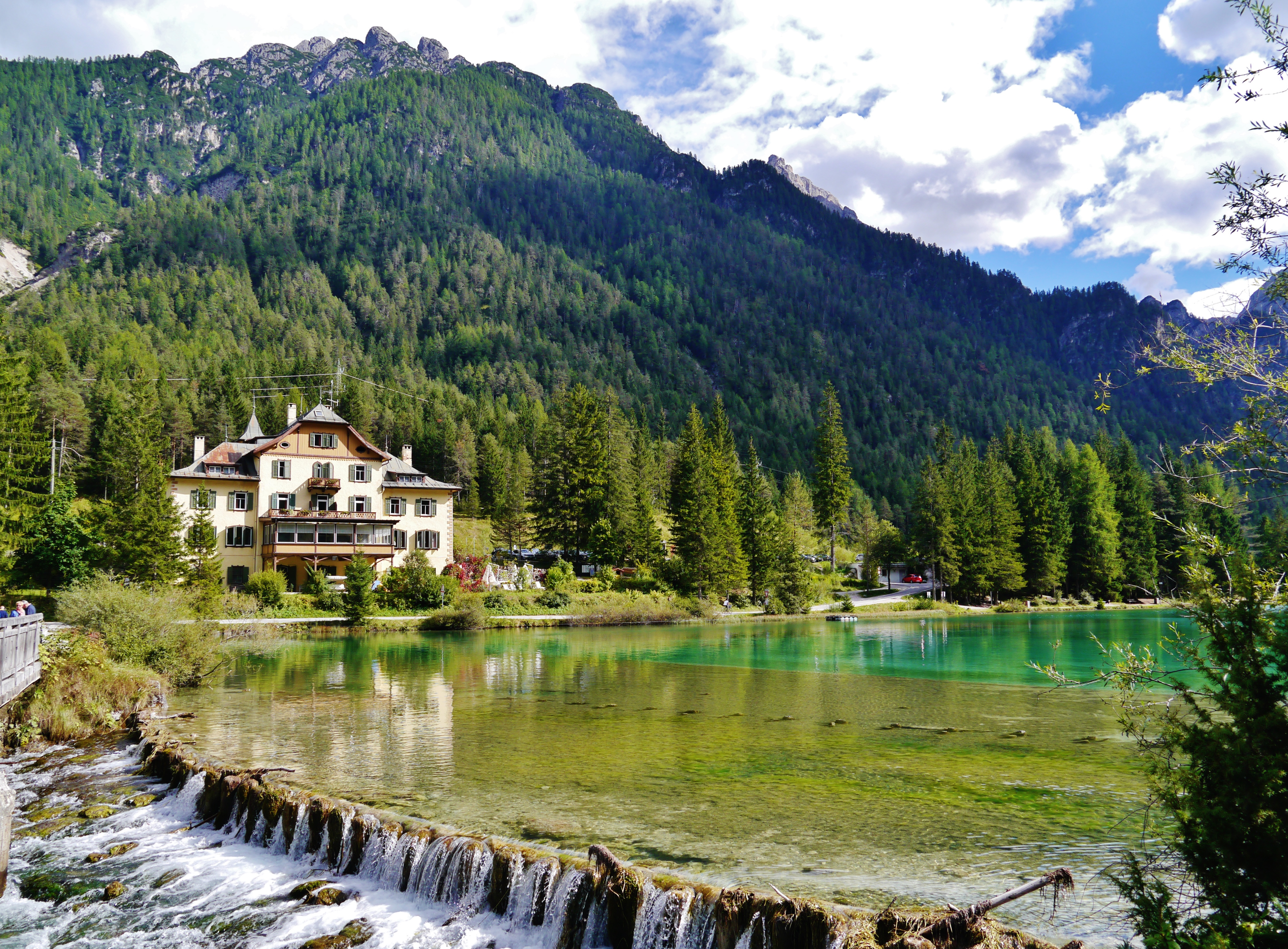
Pohled ze severního břehu